# 喬治·華盛頓大橋
喬治·華盛頓大橋，簡稱華盛頓大橋，是一座位於美國紐約州紐約市曼哈頓與紐澤西州李堡之間，跨越哈德遜河之收費懸索橋，及紐約市的重要交通要道。95號州際公路、1號美國國道、9號美國國道、46號美國國道等重要高速公路均行經此處。喬治·華盛頓大橋的車流量使之成為世界上最繁忙的橋梁。在2004年之間，喬治·華盛頓大橋總車流量為108,404,000輛車，現今大約每日車流量有300,000輛車，與舊金山-奧克蘭海灣大橋相似。在2006年時，喬治·華盛頓大橋為全美排名第四長的懸索橋。
喬治·華盛頓大橋總共分為兩層，上層有雙向共8線道，下層有雙向共6線道，總共有14線道。除了車行道之外，另外在大橋的兩側還有兩道人行道。橋上的速限為每小時70公里 （每小時45英里）。